# Georg Sigismund Pogatschnig
Georg Sigismund Pogatschnig (* 17. Jahrhundert in Laibach, Herzogtum Krain; † 18. Jahrhundert in Cilli, Herzogtum Krain) war ein österreichischer Arzt und  Philosoph. Er war Mitglied der Gelehrtenakademie Leopoldina.

## Leben
Georg Sigismund Pogatschnig war Doktor der Philosophie und der Medizin. Er studierte in Wien und in Italien. Er war Stadtarzt in Laibach. Er wurde am 1. Januar 1705 unter der Matrikel-Nr. 263 mit dem akademischen Beinamen HYGIENUS I. als Mitglied in die Deutsche Akademie der Naturforscher Leopoldina aufgenommen. Er trug auch den Beinamen Sollicitus. Diesen Beinamen erhielt er von der Academia Operosorum Labacensium, einer 1693 in Ljubljana gegründeten wissenschaftlichen Gesellschaft. Er befasste sich mit Marcus Gerbezius und dem Skorbut.

## Werke
- Triumphus laudis D. Marci Gerbezii Authoris Chronologiae medicae. 1698.
- De maculis scorbuticis vulgo hepatis dictis, 1707.[2]